# 東山碧軒寺
23°19′32″N 120°24′14″E / 23.325495°N 120.403804°E

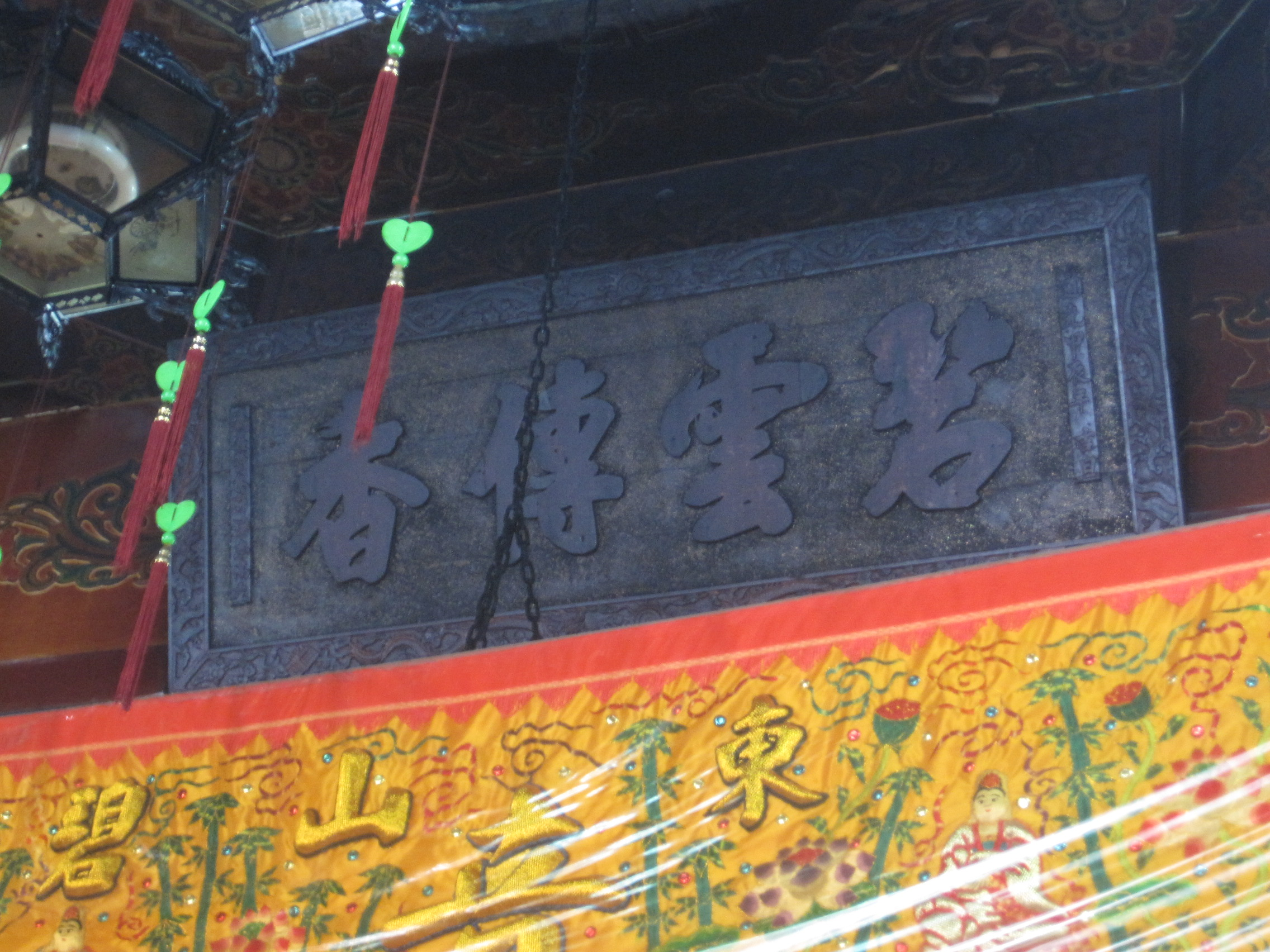
「碧雲傳香」匾額

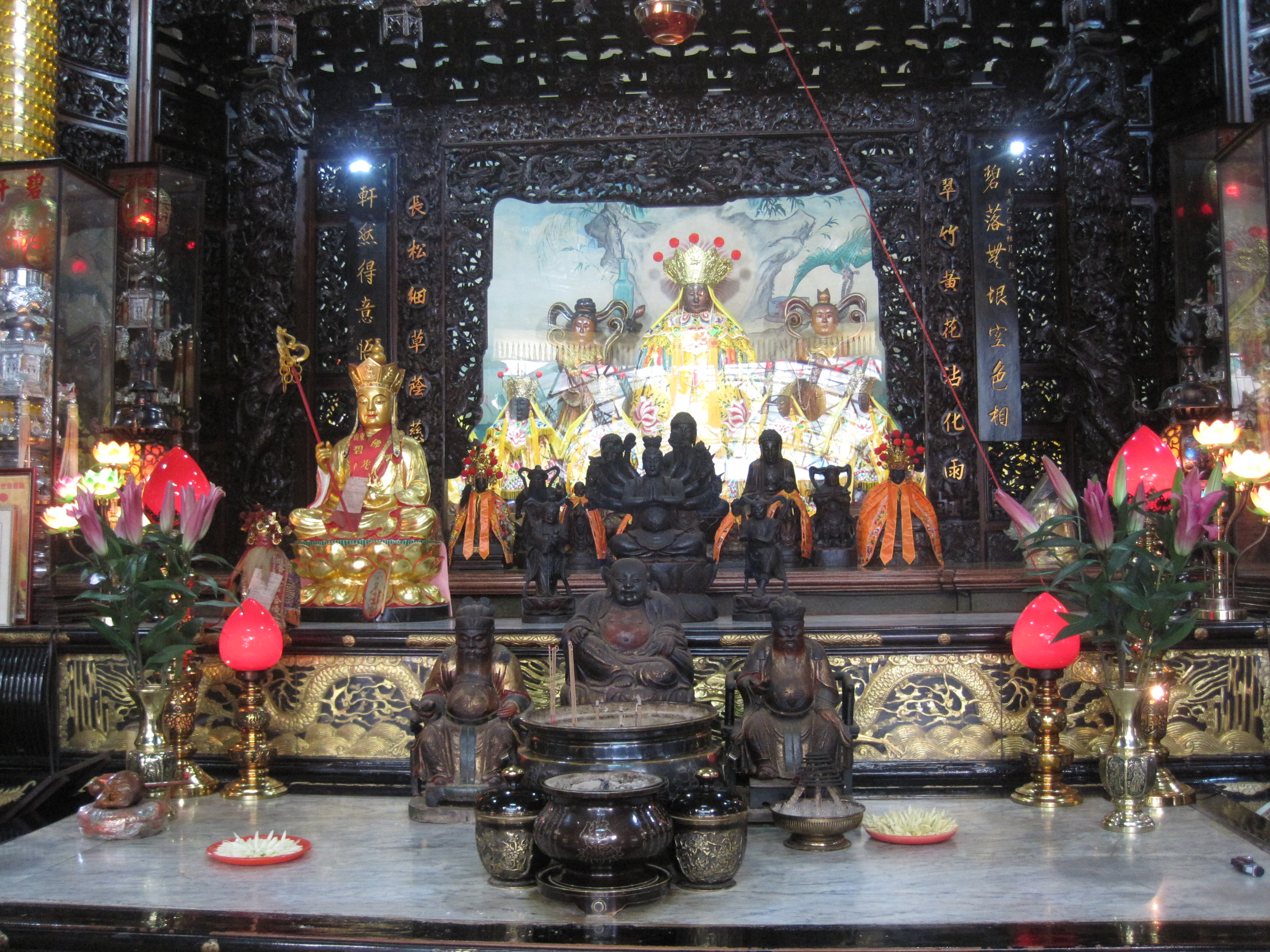
供奉的諸位神祇

東山碧軒寺，為台灣佛教寺廟，位於臺南市東山區，主祀觀音佛祖正二媽，以有一百多年歷史的東山迎佛祖聞名，與火山碧雲寺同源。

## 歷史
寺中供奉觀世音菩薩，其開基觀音神像（正二媽）為火山碧雲寺應祥禪師自中國福建泉州開元寺攜奉渡臺，亦屬於火山碧雲寺之開基佛祖。
清道光12年（1832年）10月，「店仔口」（現今白河）人張丙，因官府禁糶憤事，於今白河區附近襲殺臺灣知府吳志恆、嘉義知縣邵用之，後又率眾圍攻嘉義城，兵亂一時，地方動盪不安，位於臺南市白河區的火山碧雲寺因此戰役遭焚燬，寺院因而殘破不堪。
清道光24年（1844年），番社鄉村莊民眾不忍奉祀於碧雲寺的正二媽觀音佛祖，無處安置祭祀，便合議迎請下山至番社街搭建簡易草庵供奉。該年5月，嘉義縣營參府洪志高，發動東山區十六里和鄰近白河區四里等境內民眾募捐，創建東山碧軒寺。
日治昭和13年（1938年），小林躋造發表推行皇民化運動，除神佛毀廟宇，該寺彫刻建物被拆毀被日軍利用作馬草倉庫。
東山居民於每年農曆12月23日恭送佛祖上山，返回火山碧雲寺過年，俟過年後的1月10日，再舉行返駕大典。入廟後，正二媽隨即展開東山市區的祈安遶境，並自農曆2月初二至初十輪巡「十八重溪內」的香境，以及東山郊區、高雄的內外境，為東山區帶來骨牌式的信仰盛會。本項民俗於民國100年（2011年）8月25日經中華民國文化部登錄為國家重要民俗文化資產，其登錄為國家重要民俗理由如下：
1. 活動橫跨常民歲時節慶中最重要的除夕及新年，宗教祭儀與歲時節慶結合，迎佛祖暨遶境沿線，民眾皆設案祭拜。
2. 各村庄信徒自組宋江陣、金獅陣等陣頭逐一接香，護送神明下山，具藝能特色。
3. 其民俗保有「三換」：「換香」、「換花」、「換轎」為當地所獨有，並沿山以徒步方式恭迎神明回駕，具有地方特色[6]。

## 東山碧軒寺迎佛祖暨遶境
東山碧軒寺迎佛祖暨遶境是臺南市東山、白河山區每年春節前後民俗廟會。主要供奉神明為觀世音菩薩，其開基觀音神像為「正二媽」，亦屬於火山碧雲寺之開基佛祖。於農曆12月23日由東山居民送佛祖至火山碧雲寺過年，待農曆1月10日辦理迎回東山碧軒寺的回駕大典，其民俗特色為維持傳統循古香路以徒步方式迎神明回駕。

## 祭儀活動
東山碧軒寺迎佛祖暨遶境於每年農曆12月23日以徒步方式沿山路而上，護送正二媽回鑾至火山碧雲寺過年，至農曆正月初九、初十再舉行回駕大典，信徒循古香路恭迎正二媽回東山碧軒寺奉祀，祭典內容包含送駕、回駕、入廟、遶境、出巡十八重溪內等儀式。

## 外部連結
- 官方网站（页面存档备份，存于）
- 東山碧軒寺的Facebook專頁